# Dirceu Pinto
Dirceu Pinto (ur. 10 września 1980 w Mogi das Cruzes, zm. 1 kwietnia 2020) – brazylijski niepełnosprawny sportowiec, uprawiający boccię. Dwukrotny mistrz paraolimpijski z Pekinu.

## Medale Igrzysk Paraolimpijskich

### 2008
- – Boccia – indywidualnie –
- – Boccia – pary – BC4